# Adonisz-kert
Az Adonisz-kert egy próbavetési eljárás elnevezése volt az antik Athénban, amelynek az volt a célja, hogy ellenőrizzék a vetőmag életképességét. A legkorábbi forrás erre a módszerre Platón Phaidrosz című dialógusában található.

## Az eljárás
Platón leírása szerint az ókori Athén szántóvetői a nyári aratás után a begyűjtött vetőmag egy részét lapos tálakban elültették, majd sötét helyen tartották. A magokat öntözték, és azok a nyár végére kizöldültek. Ezután a tálakat kitették a hőségre, ahol a növények hamar elszáradtak, majd a nők – Adonisz siratása mellett – a tengerbe vagy forrásokba dobták. Gerhard J. Baudy német klasszikafilológus szerint a szokás mezőgazdasági jellegű, egyfajta próbavetés, amely a vetőmag életképességét ellenőrzi.

## Platón hasonlata
Platón a Phaidroszban íráskritikájának alátámasztásához használja az Adonisz-kertet mint hasonlatot. Szókratész azt mondja, hogy az értelmes paraszt nem Adonisz-kertbe veti azt a magot, amelytől termést remél. Ugyanígy jár el a filozófus is, amikor a gondolatainak csak egy részét írja le, a többit csak élőbeszédben fejti ki.